# Rotierende Bewegung in lebenden Systemen

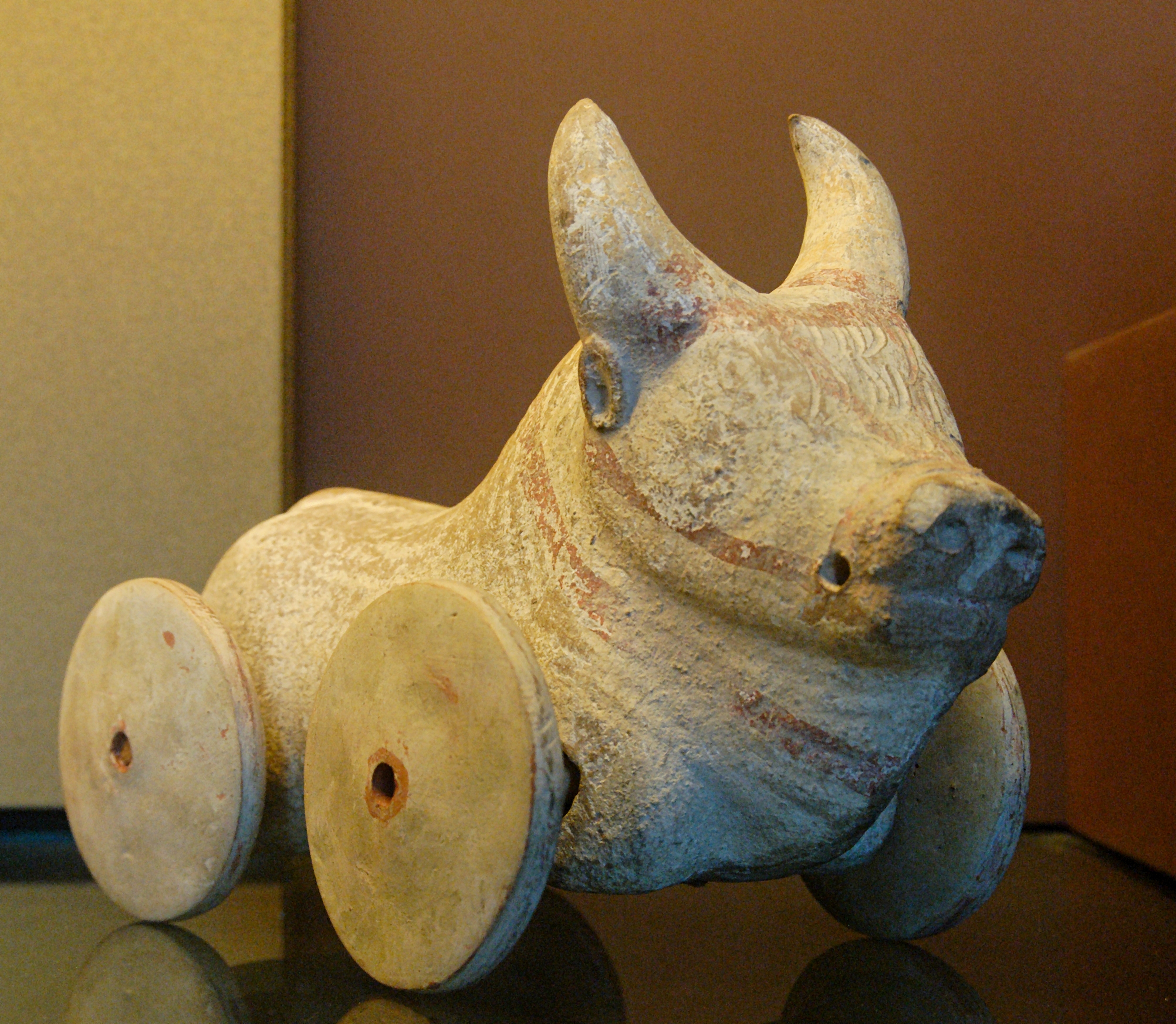
Eine Büffel-Figur mit Rädern – wahrscheinlich ein Kinderspielzeug – aus Magna Graecia im archaischen Griechenland

Mehrere Organismen sind in der Lage, sich rollend fortzubewegen. Echte Räder und Propeller spielen jedoch – trotz ihrer Nützlichkeit in menschlichen Fahrzeugen – bei der Fortbewegung von Lebewesen keine nennenswerte Rolle (mit Ausnahme der korkenzieherartigen Geißeln vieler Prokaryoten). Biologen haben mehrere Erklärungen für das offensichtliche Fehlen von biologischen Rädern angeboten, und Kreaturen mit Rädern sind in der spekulativen Fiktion häufig aufgetaucht.
In manchen tierischen Organismen haben sich rotierende Strukturen gebildet, u. a. ein kristalliner Stiel bei Muscheln und Schnecken oder die bereits genannten Geißeln von Bakterien.

## Bekannte Fälle von Rotation in der Biologie
Es gibt zwei verschiedene Arten der Fortbewegung durch Rotation: erstens das einfache Rollen und zweitens die Verwendung von Rädern oder Propellern, die sich um eine Achse oder Welle relativ zu einem festen Körper drehen. Während viele Lebewesen die erste Art der Fortbewegung nutzen, ist die zweite auf mikroskopisch kleine Einzeller beschränkt.
Angesichts der Allgegenwart von Rädern in der menschlichen Technologie und der Existenz biologischer Analoga vieler anderer Technologien (wie Flügel und Linsen) scheint das Fehlen von Rädern in der Natur für viele Wissenschaftler erklärungsbedürftig zu sein – und das Phänomen lässt sich im Wesentlichen durch zwei Faktoren erklären: Erstens gibt es mehrere entwicklungs- und evolutionsbedingte Hindernisse für die Entstehung eines Rades durch natürliche Selektion, und zweitens haben Räder im Vergleich zu anderen Fortbewegungsmitteln (wie Gehen, Laufen, Hüpfen oder Schlängeln) in der natürlichen Umgebung mehrere Nachteile, die ihre Evolution eher ausschließen. Dieser umweltspezifische Nachteil hat auch dazu geführt, dass Menschen in bestimmten Regionen mindestens einmal in der Geschichte auf das Rad verzichtet haben.

### Rollen

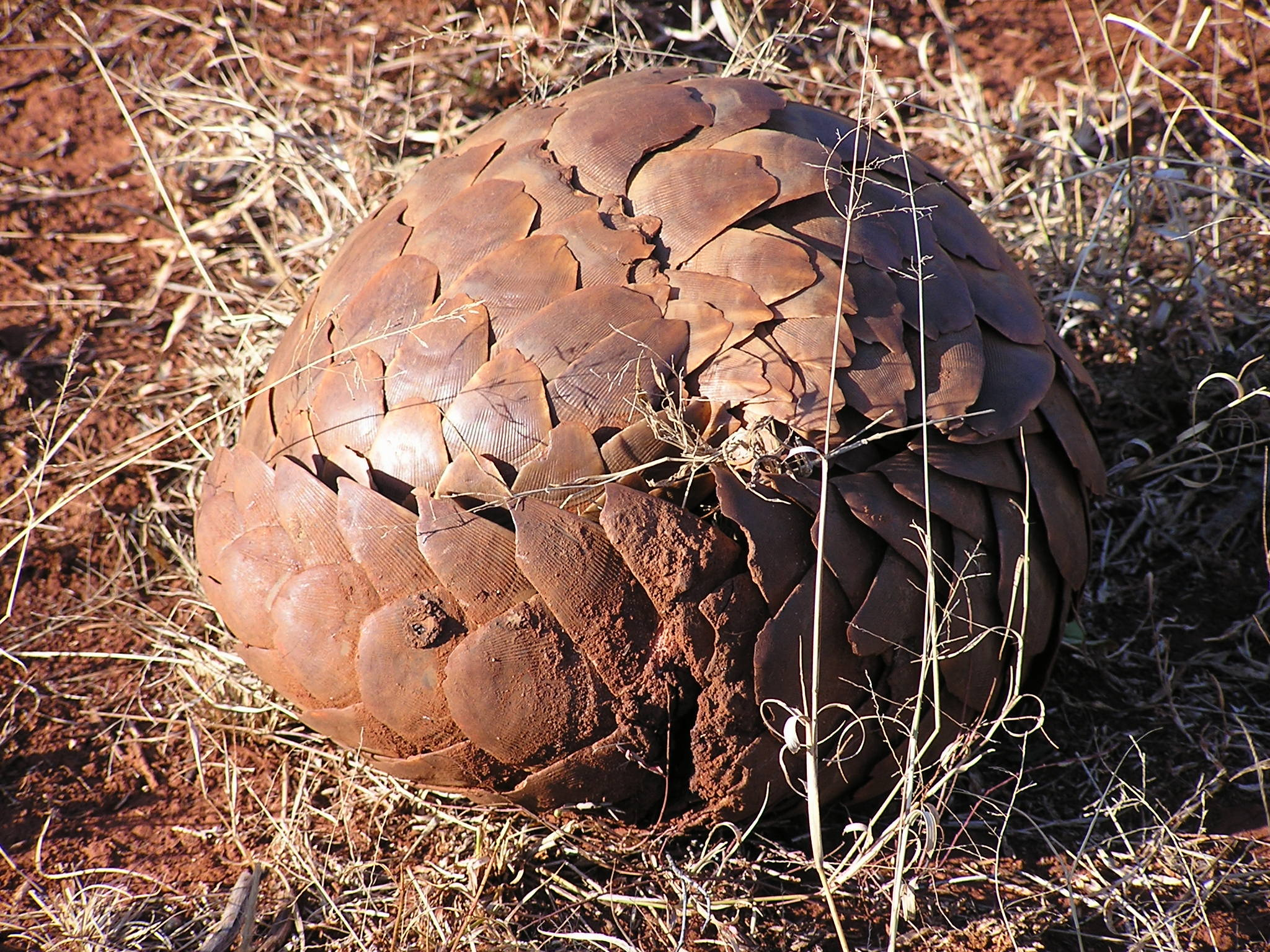
Das Steppenschuppentier (Manis temminckii) in einer Verteidigungshaltung, in der es rollen kann

Einige Organismen nutzen das Rollen zur Fortbewegung. Bei diesen Beispielen handelt es sich nicht um die Verwendung eines Rades, da sich der Organismus als Ganzes dreht und nicht aus einzelnen Teilen besteht, die sich unabhängig voneinander drehen.
Mehrere Arten länglicher Organismen formen ihren Körper zu einer Schleife, um sich zu rollen, darunter bestimmte Raupen, z. B. die des Nesselzünslers (sie tun tun, um Gefahren zu entgehen), Larven des Tigerkäfers (Cicindelidae), Tausendfüßler, Fangschreckenkrebse, Rollasseln und Mount-Lyell-Salamander (Hydromantes platycephalus). Andere Arten nehmen eine eher kugelförmige Haltung ein, vor allem um ihren Körper vor Fressfeinden zu schützen; diese Haltung wurde bei Schuppentieren, Radspinnen (Carparachne aureoflava), Stacheligeln, Gürteltieren, Panzergürtelschweifen, Asseln und versteinerten Trilobiten beobachtet. Bei Schuppentieren und Radspinnen wurde beobachtet, dass sie sich absichtlich vor Fressfeinden wegrollen. Diese Arten können passiv (unter dem Einfluss der Schwerkraft oder des Windes) oder aktiv rollen, typischerweise durch Veränderung ihrer Form, um eine Antriebskraft zu erzeugen.
Chamaechorien sind die oberirdischen Teile bestimmter Pflanzen, die sich von ihrer Wurzelstruktur lösen und sich im Wind drehen, um ihre Samen zu verbreiten. Diese Pflanzen sind vor allem in einer offenen Ebene zu finden. Zu den bekanntesten gehört das Ruthenische Salzkraut , auch als Salsola tragus, Kali tragus, stachelige russische Distel bekannt, das im späten 19. Jahrhundert nach Nordamerika kam und sich einen Ruf als schädliches Unkraut erwarb. Es ist bekannt, dass Boviste (Pilze der Gattung Bovista) die gleiche Strategie anwenden, um ihre Sporen zu verbreiten.
Rädertierchen sind ein Stamm mikroskopisch kleiner, aber vielzelliger Tiere, die typischerweise im Süßwasser leben. Obwohl der lateinische Name rotifer Rädertier bedeutet, haben diese Organismen keine rotierenden Strukturen, sondern einen Ring rhythmisch schlagender Flimmerhärchen, die der Ernährung und dem Antrieb dienen.
Keratinozyten, eine Art von Hautzellen, wandern während des Wundheilungsprozesses mit einer rollenden Bewegung. Diese Zellen dienen dazu, eine Barriere gegen Krankheitserreger und Feuchtigkeitsverlust durch verwundetes Gewebe zu bilden.
Mistkäfer bilden kugelförmige Bälle aus tierischen Exkrementen, die sie mit ihrem Körper rollen, indem sie im Allgemeinen rückwärts gehen und den Ball mit den Hinterbeinen schieben. Phylogenetische Analysen deuten darauf hin, dass sich dieses Rollverhalten mehrmals unabhängig voneinander entwickelt hat. Das Verhalten dieser Käfer wurde in der altägyptischen Kultur beobachtet, die ihren Aktivitäten eine heilige Bedeutung beimaß. Obwohl nicht der Käfer selbst, sondern die Mistkugel rollt, sind die Käfer mit vielen der gleichen mechanischen Schwierigkeiten konfrontiert, mit denen rollende Organismen zu kämpfen haben.

### Freie Rotation

#### Makroskopisch
Unter den Tieren gibt es ein einziges bekanntes Beispiel für eine scheinbar frei rotierende Struktur, die allerdings eher der Verdauung als dem Antrieb dient: der Kristallstiel bestimmter Muscheln (Bivalvia) und Schnecken (Gastropoda). Der Stiel besteht aus einem durchsichtigen Glykoproteinstäbchen, das in einem mit Flimmerhärchen ausgekleideten Sack kontinuierlich geformt ist und in den Magen hineinragt. Die Flimmerhärchen drehen das Stäbchen, so dass es in Schleimfäden eingewickelt wird. Während sich das Stäbchen im Magen langsam auflöst, setzt es Verdauungsenzyme frei. Die Schätzungen über die Rotationsgeschwindigkeit des Stiels in vivo schwanken erheblich, und es ist unklar, ob der Stiel kontinuierlich oder intermittierend rotiert.

#### Mikroskopisch
Es gibt zwei bekannte Beispiele für rotierende Strukturen auf molekularer Ebene, die von lebenden Zellen genutzt werden. Die erste, die ATP-Synthase, ist ein Transmembranenzym, das in allen bekannten Organismen bei der Energiespeicherung und -übertragung eingesetzt wird. Die Elektronentransportkette (ETC) stellt bei Prokaryoten einen Protonengradienten durch die Zellmembran und bei Eukaryoten durch den Intermembranraum der Mitochondrien her, so dass sich Protonen außerhalb der Zelle (oder im Intermembranraum der Mitochondrien) ansammeln. Dies ermöglicht den energetisch günstigen Transport von Protonen durch die Membran in das Zytoplasma (oder die mitochondriale Matrix) durch spezielle Untereinheiten der ATP-Synthase, deren anschließende Rotation die Umwandlung von Adenosindiphosphat (ADP) in Adenosintriphosphat (ATP) – das Energiespeichermolekül – durch Zugabe eines anorganischen Phosphats (Pi) bewirkt. Der Mechanismus der Rotation weist einige Ähnlichkeiten mit den weiter unten besprochenen Flagellarmotoren auf.
Man geht davon aus, dass die ATP-Synthase durch Mosaikevolution entstanden ist, bei der zwei Untereinheiten mit eigenen Funktionen miteinander verbunden wurden und eine neue Funktion erhielten.

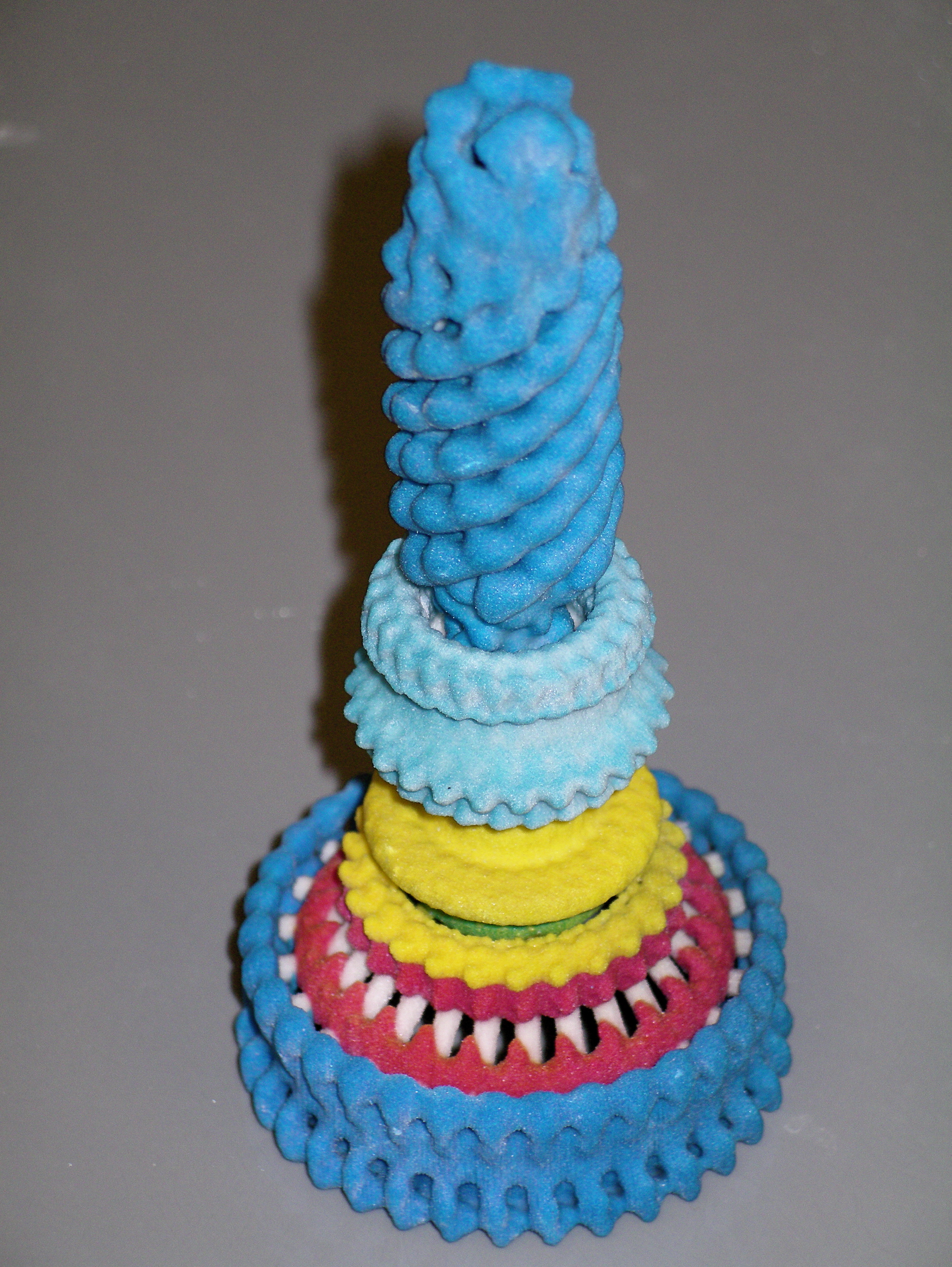
Modell der Basis einer bakteriellen Geißel, ein echtes biologisches Beispiel für eine frei rotierende Struktur

Das einzige bekannte Beispiel für ein biologisches „Rad“ oder einen „Propeller“ – ein System, das in der Lage ist, ein kontinuierliches Drehmoment um einen festen Körper zu erzeugen – ist das Flagellum, auch Geißel genannt, ein korkenzieherartiger Schwanz, der von einzelligen Prokaryoten für den Antrieb verwendet wird. Das bakterielle Flagellum ist das bekannteste Beispiel. Etwa die Hälfte aller bekannten Bakterien verfügt über mindestens eine Geißel; angesichts der Allgegenwart von Bakterien könnte die Rotation also tatsächlich die häufigste Form der Fortbewegung sein, die von lebenden Systemen genutzt wird – auch wenn sie auf die mikroskopische Umgebung beschränkt ist.
An der Basis der bakteriellen Geißel, wo sie in die Zellmembran eintritt, wirkt ein Motorprotein als Rotationsmotor. Der Motor wird durch die Protonenmotivationskraft angetrieben, d. h., durch den Fluss von Protonen (Wasserstoffionen) durch die bakterielle Zellmembran aufgrund eines Konzentrationsgefälles, das durch den Stoffwechsel der Zelle entsteht. (Bei den Arten der Gattung Vibrio gibt es zwei Arten von Geißeln, laterale und polare, und einige werden durch eine Natriumionenpumpe statt einer Protonenpumpe angetrieben.) Die Geißeln sind sehr effizient und ermöglichen es den Bakterien, sich mit einer Geschwindigkeit von bis zu 60 Zelllängen pro Sekunde zu bewegen. Der Rotationsmotor an der Basis der Geißel ist ähnlich aufgebaut wie die ATP-Synthase. Spirillen, Bakterien der Gattung Spirillum, haben schraubenförmige Körper mit Geißeln an beiden Enden, und sie drehen sich um die zentrale Achse ihres Körpers, während sie sich durch das Wasser bewegen.
Archaeen, eine von den Bakterien getrennte Gruppe von Prokaryoten, verfügen ebenfalls über Geißeln, die von rotierenden Motorproteinen angetrieben werden und sich strukturell und evolutionär von bakteriellen Geißeln unterscheiden: Während sich bakterielle Geißeln aus dem bakteriellen Typ-III-Sekretionssystem entwickelt haben, scheinen sich Archaeen aus Typ-IV-Geißeln entwickelt zu haben.
Einige eukaryotische Zellen, wie das Augentierchen und tierische Spermien, besitzen eine konvergente, evolutionär unterschiedliche geißelartige Struktur, die als Zilie oder Undulipodium bezeichnet wird. Im Gegensatz zu bakteriellen Geißeln drehen sich diese Strukturen jedoch nicht an der Basis, sondern sind so gebogen, dass die Spitze kreisförmig peitscht.
Navicula, eine Kieselalgenart, kann sich mit Hilfe eines Bandes aus frei fließenden Schleimfäden fortbewegen, ähnlich wie ein Raupenfahrzeug.

## Biologische Hindernisse für Organismen mit Rädern
Das Fehlen von Rädern in der Natur wird häufig auf biologische Beschränkungen zurückgeführt: Natürliche Auslese schränkt die den Arten zur Verfügung stehenden Evolutionspfade ein, und die Prozesse, durch die vielzellige Organismen wachsen und sich entwickeln, erlauben möglicherweise nicht den Bau eines funktionierenden Rades.

### Evolutionäre Beschränkungen

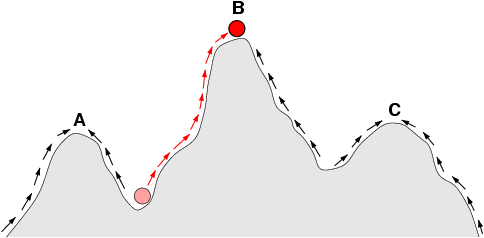
Illustration einer Fitness-Landschaft, die den genetischen Fluss von Populationen in Richtung lokaler Optima A, B und C anzeigt. Potenziell vorteilhafte Veränderungen, die einen Abstieg in ein Fitness-„Tal“ erfordern, werden in der Regel durch die natürliche Selektion ausgeschlossen.

Der Evolutionsprozess kann erklären, warum sich die Fortbewegung auf Rädern bei mehrzelligen Organismen nicht entwickelt hat, nämlich weil sich eine komplexe Struktur oder ein komplexes System nicht weiterentwickeln kann, wenn seine Form unvollständig ist, um die Gene des Organismus zu verbreiten.
Anpassungen entstehen schrittweise durch natürliche Selektion, so dass sich größere phänotypische Veränderungen in der Regel nicht innerhalb von Populationen ausbreiten, wenn sie die Fitness der Individuen beeinträchtigen. Zwar können sich Veränderungen, die sich nicht auf die Fitness auswirken, durch Gendrift ausbreiten, und auch schädliche Veränderungen können sich unter bestimmten Umständen ausbreiten, aber große Veränderungen, die mehrere Schritte erfordern, treten nur dann auf, wenn die Zwischenstufen die Fitness erhöhen. Richard Dawkins beschreibt diesen Sachverhalt: „The wheel may be one of those cases where the engineering solution can be seen in plain view, yet be unattainable in evolution because it lies [on] the other side of a deep valley, cutting unbridgeably across the massif of Mount Improbable.“ („Das Rad ist vielleicht einer der Fälle, in denen die technische Lösung klar vor Augen liegt, aber in der Evolution unerreichbar ist, weil sie [auf] der anderen Seite eines tiefen Tals liegt, das sich unüberbrückbar durch das Massiv mit dem Gipfel des Unwahrscheinlichen zieht.“) In einer solchen Fitnesslandschaft könnte sich das Ziel Räder auf einem äußerst günstigen „Gipfel“ befinden, aber das Tal um diesen Gipfel herum kann zu tief oder zu breit sein, als dass der Genpool durch genetische Drift oder natürliche Selektion das Tal überwinden könnte. Stephen Jay Gould stellt fest, dass die biologische Anpassung auf die Arbeit mit verfügbaren Komponenten beschränkt ist, und kommentiert: „Wheels work well, but animals are debarred from building them by structural constraints inherited as an evolutionary legacy.“ („Räder funktionieren gut, aber Tiere werden durch strukturelle Zwänge, die als evolutionäres Erbe weitergegeben werden, daran gehindert, sie zu bauen.“)
Die natürliche Auslese erklärt daher, warum Räder eine unwahrscheinliche Lösung für das Problem der Fortbewegung sind: Ein teilweise entwickeltes Rad, dem ein oder mehrere Schlüsselmerkmale fehlen, würde einem Organismus wahrscheinlich keinen Vorteil verschaffen. Eine Ausnahme bildet die Geißel, das einzige bekannte Beispiel eines frei rotierenden Antriebssystems in der Biologie: Bei der Evolution der Geißeln wurden einzelne Komponenten aus älteren Strukturen rekrutiert, wo sie Aufgaben erfüllten, die nichts mit dem Antrieb zu tun hatten. Der Basalkörper, der heute der Rotationsmotor ist, könnte sich beispielsweise aus einer Struktur entwickelt haben, die von dem Bakterium verwendet wurde, um Giftstoffe in andere Zellen zu injizieren. Diese Rekrutierung bereits entwickelter Strukturen für neue Funktionen wird als Exaptation bezeichnet.
Der Molekularbiologe Robin Holliday argumentiert, dass das Fehlen biologischer Räder gegen kreationistische oder Intelligent-Design-Erklärungen der Vielfalt des Lebens spreche, da ein intelligenter Schöpfer – frei von den durch die Evolution auferlegten Beschränkungen – Räder überall dort einsetzen würde, wo sie von Nutzen wären.

### Entwicklungsbedingte und anatomische Einschränkungen
Unter Verwendung menschlicher Herstellungsverfahren haben sich Räder unterschiedlicher Komplexität als recht einfach zu konstruieren und die Probleme der Kraftübertragung und Reibung haben als beherrschbar erwiesen. Es ist jedoch nicht klar, ob die sehr unterschiedlichen Prozesse der Embryonalentwicklung für die Herstellung eines funktionierenden Rades geeignet sind – bzw. ob sie überhaupt dazu in der Lage sind –, und zwar aus den unten beschriebenen Gründen. a
Das größte anatomische Hindernis für mehrzellige Organismen mit Rädern ist die Schnittstelle zwischen den statischen und den rotierenden Komponenten des Rades. Sowohl im passiven als auch im angetriebenen Fall b muss sich das Rad (und möglicherweise die Achse) relativ zum Rest des Organismus frei drehen können. Im Gegensatz zu tierischen Gelenken, die einen begrenzten Bewegungsspielraum haben, muss sich ein Rad um einen beliebigen Winkel drehen können, ohne dass es jemals „abgewickelt“ werden muss. Daher kann ein Rad nicht dauerhaft an der Achse oder Welle befestigt werden, um die es sich dreht (oder, wenn Achse und Rad fest miteinander verbunden sind, kann die Achse nicht fest am Organismus befestigt werden). Diese Anforderung bringt mehrere funktionelle Probleme mit sich, die jedoch teilweise überwindbar sind.

#### Kraftübertragung auf angetriebene Räder

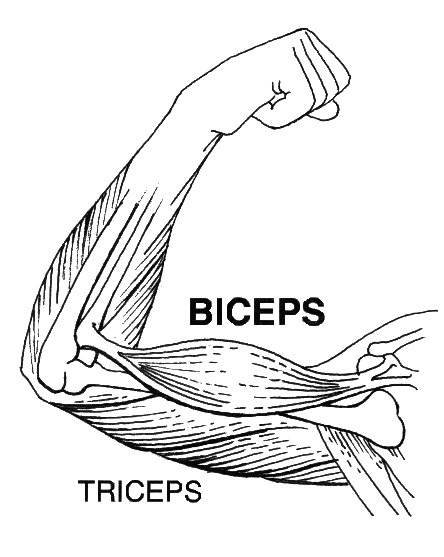
Skelettmuskel, der an beiden Enden an einem Knochen befestigt ist.

Im Falle eines angetriebenen Rades muss ein Drehmoment aufgebracht werden, um die Antriebskraft zu erzeugen. Während bei menschengemachten Rädern dieses Drehmoment in der Regel durch einen Motor erzeugt wird, wird bei Tieren die Bewegung in der Regel durch den Einsatz von Skelettmuskeln erreicht, die ihre Energie aus dem Stoffwechsel von Nährstoffen aus der Nahrung beziehen. Da diese Muskeln an den beiden Knochen befestigt sind, die sich relativ zueinander bewegen sollen, sind sie nicht in der Lage, ein Rad direkt anzutreiben, sondern können dies nur über Gelenke tun. Darüber hinaus können große Tiere keine hohen Beschleunigungen erzeugen, da die Trägheit mit der Körpergröße schnell zunimmt.

#### Reibung
Die Verringerung der Reibung ist entscheidend für eine Minimierung des Verschleißes. In biologischen Gelenken wie dem menschlichen Knie wird die Reibung durch Knorpel mit einem sehr niedrigen Reibungskoeffizienten verringert, sowie durch schmierende Synovialflüssigkeit, die eine sehr geringe Viskosität aufweist. Gerhard Scholtz von der Humboldt-Universität zu Berlin versichert, dass ein ähnliches sekretiertes Schmiermittel oder totes zelluläres Material einem biologischen Rad ermöglichen könnte, sich frei zu drehen.

#### Nährstoff- und Abfalltransport
Ein weiteres potenzielles Problem, das an der Schnittstelle zwischen Rad und Achse (oder Achse und Körper) auftritt, ist die begrenzte Fähigkeit eines Organismus, Stoffe über diese Schnittstelle zu transportieren. Wenn die Gewebe, aus denen ein Rad besteht, lebendig sind, müssen sie mit Sauerstoff und Nährstoffen versorgt und Abfallstoffe abtransportiert werden, um den Stoffwechsel aufrechtzuerhalten. Ein typisches tierisches Kreislaufsystem, das aus Blutgefäßen besteht, wäre nicht in der Lage, den Transport über diese Schnittstelle zu gewährleisten. In Ermangelung von Blutgefäßen müssten Sauerstoff, Nährstoffe und Abfallprodukte über die Grenzfläche diffundieren, ein Prozess, der durch den verfügbaren Partialdruck und die Oberfläche gemäß dem Fickschen Diffusionsgesetz stark eingeschränkt wäre. Für große mehrzellige Tiere würde die Diffusion nicht ausreichen. Alternativ könnte ein Rad auch aus ausgeschiedenem, nicht lebendem Material wie Keratin bestehen; auch Haare und Nägel bestehen daraus.

## Nachteile von Rädern
Räder bringen in bestimmten Umgebungen und Situationen mechanische und andere Nachteile mit sich, die im Vergleich zur Fortbewegung mit Gliedmaßen eine geringere Fitness bedeuten würden. Diese Nachteile deuten darauf hin, dass das Fehlen von Rädern bei mehrzelligen Lebewesen, selbst wenn man die oben erörterten biologischen Zwänge außer Acht lässt, nicht die „verpasste Chance“ der Biologie ist, die es zunächst zu sein scheint. Angesichts der mechanischen Nachteile und des eingeschränkten Nutzens von Rädern im Vergleich zu Gliedmaßen lässt sich die zentrale Frage sogar umkehren: nicht „Warum bringt die Natur keine Räder hervor?“, sondern vielmehr „Warum machen die menschlichen Fahrzeuge nicht mehr Gebrauch von Gliedmaßen?“

### Wirkungsgrad

#### Rollwiderstand
Ein Fahrzeug verliert Energie durch die Verformung seiner Räder und der Oberfläche, auf der es rollt. Während Räder die Oberfläche auf ihrem gesamten Weg verformen (was zu Spurrinnen führen kann), bewirken Gliedmaßen nur eine kleine, örtlich begrenzte Verformung im Bereich des Fußkontakts.
Der Rollwiderstand führte aus diesem Grund dazu, dass zumindest einmal in der Geschichte in einer großen Region auf Räder verzichtet wurde. Zur Römischen Kaiserzeit waren Streitwagen auf Rädern im Nahen Osten und in Nordafrika weit verbreitet. Doch als das Reich zusammenbrach und seine Straßen verfallen waren, wurden Räder von der Bevölkerung nicht mehr geschätzt, und sie nutzten Kamele für den Transport von Waren im sandigen Wüstenklima. In seinem Buch Hens Teeth and Horses Toes (Hühnerzähne und Pferdezehen) erklärt Stephen Jay Gould dieses geschichtliche Kuriosum, indem er behauptet, dass Kamele in Ermangelung unterhaltener Straßen weniger Arbeitskräfte und Wasser benötigten als ein von Ochsen gezogener Radkarren.

#### Effizienz einer Bewegung im Wasser
Bei der Bewegung durch ein Fluid haben rotierende Systeme nur bei extrem niedrigen Reynolds-Zahlen (d. h. bei viskositätsdominierten Strömungen), wie sie bei Bakteriengeißeln auftreten, einen Effizienzvorteil, während oszillierende Systeme bei höheren (trägheitsdominierten) Reynolds-Zahlen im Vorteil sind. Während Schiffspropeller in der Regel einen Wirkungsgrad von etwa 60 % und Flugzeugpropeller einen Wirkungsgrad von bis zu 80 % aufweisen, können mit einem oszillierenden flexiblen Profil wie einem Fischschwanz oder einem Vogelflügel wesentlich höhere Wirkungsgrade im Bereich von 96–98 % erzielt werden.

### Überwinden von Hindernissen

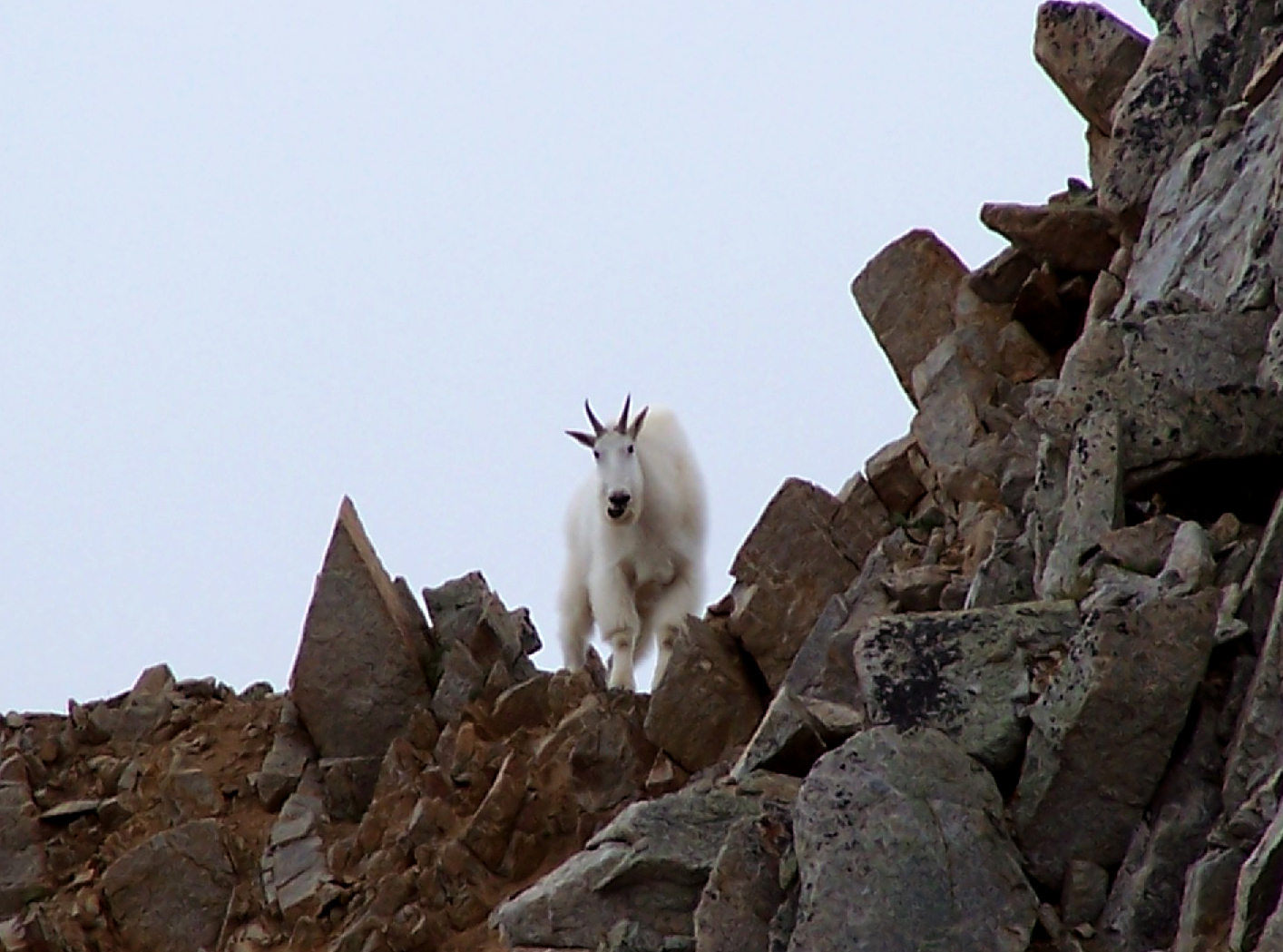
Eine Schneeziege bei der Bewegung in einer felsigen Landschaft. Bergziegen veranschaulichen die Vielseitigkeit der Beine in schwierigem Gelände.

Die Arbeiten des Fahrzeugingenieurs Mieczysław G. Bekker (1905–1989) deuten darauf hin, dass die Verteilung von Unregelmäßigkeiten in natürlichem Gelände logarithmisch-normal ist, d. h. kleine Hindernisse sind viel häufiger als größere. Daher ist die Hindernisnavigation eine Herausforderung für die Fortbewegung in natürlichem Terrain in allen Größenordnungen. Die primären Möglichkeiten der Hindernisnavigation sind das Umgehen von Hindernissen und das Überqueren von Hindernissen; beide haben ihre eigenen Herausforderungen.
Jared Diamond weist darauf hin, dass die meisten biologischen Beispiele für das Rollen in weitem, offenem, hartem Gelände zu finden sind, einschließlich der Nutzung des Rollens durch Mistkäfer und Bodenroller.

#### Überfahren
Gliedmaßen sind zum Klettern geeignet und können auch in unebenem Gelände eingesetzt werden.
Bei Rädern, die ohne Gelenk am Fahrzeug angebracht sind, führt das Überwinden von Hindernissen zu einer Neigung des Fahrzeugaufbaus und ggf. zum Umkippen. Eine gefederte Radaufhängung mildert oft die Kippneigung, aber im Gegensatz zu voll beweglichen Gliedmaßen bieten sie keine Möglichkeit, sich aus einer umgekippten Position wieder aufzurichten.

### Vielseitigkeit
Die Gliedmaßen von Tieren, die der Fortbewegung auf dem Land dienen, werden häufig auch für andere Zwecke eingesetzt, z. B. zum Greifen, Manipulieren, Klettern, Schwinghangeln, Schwimmen, Graben, Springen, Werfen, Schlagen und sich Putzen. Ohne Beweglichkeit können Räder diese Funktionen nicht erfüllen.

## Rollende und geräderte Kreaturen in Fiktion und Legende

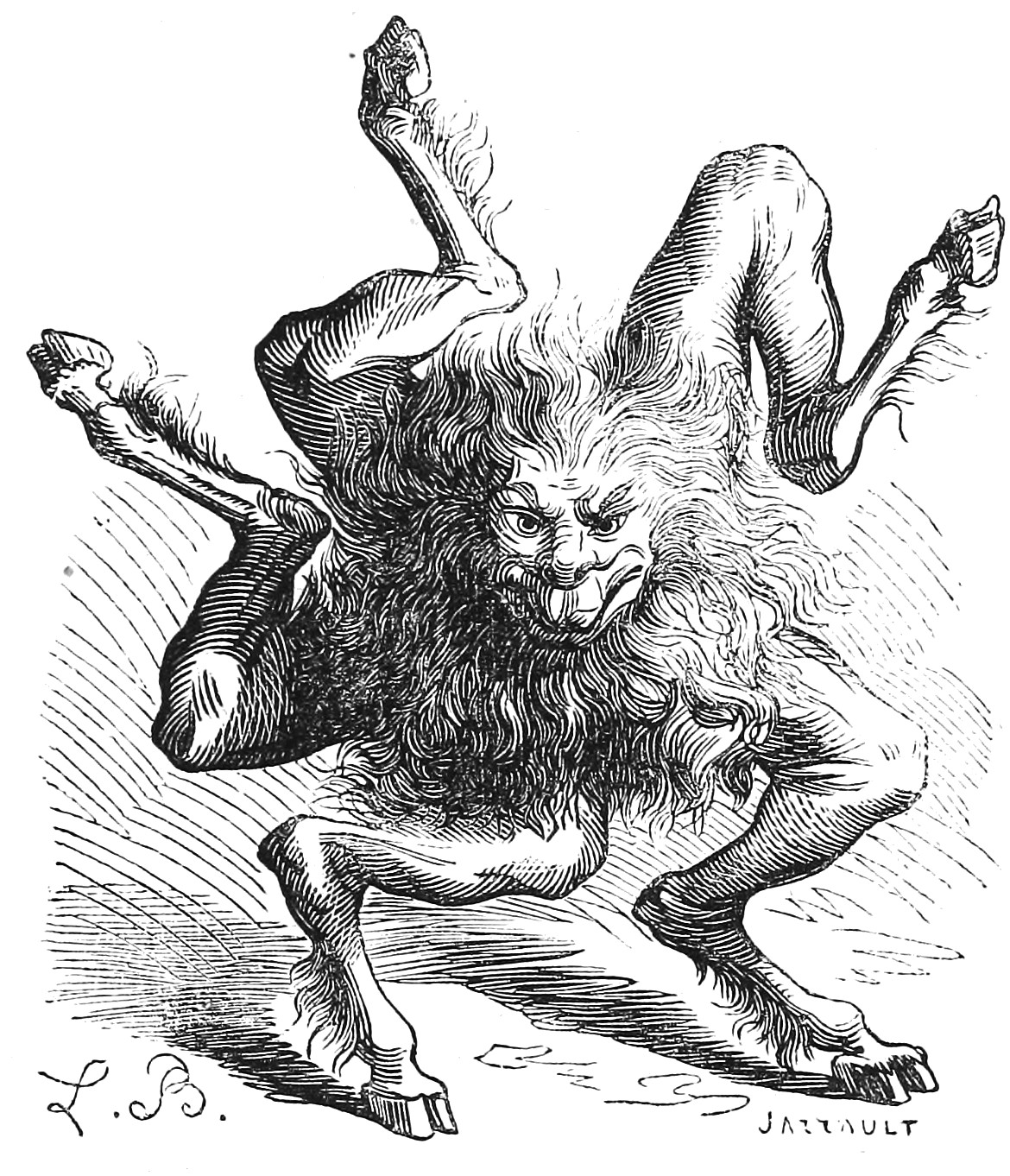
Der Dämon Buer, aus der Ausgabe des Dictionnaire Infernal von 1863

Legenden und spekulative Fiktion zeugen von der langjährigen Faszination der Menschen für rollende Wesen und solche mit Rädern. Derartige Kreaturen tauchen in Mythologien aus Europa, Japan, den Vereinigten Staaten und Australien. Tierfiguren auf Rädern wurden von vormodernen Zivilisationen hergestellt, unter anderem im präkolumbischen Mexiko und im archaischen Griechenland.

### Rollende Kreaturen
Die Hoop snake, ein Fabelwesen in den Vereinigten Staaten und Australien, soll ihren Schwanz in den Mund nehmen und wie ein Rad auf ihre Beute zurollen. In der japanischen Kultur gibt es ein ähnliches Fabelwesen, den Tsuchinoko. Buer, ein im Grimoire Pseudomonarchia Daemonum aus dem 16. Jahrhundert erwähnter Dämon, wurde in Collin de Plancys Dictionnaire Infernal mit radial angeordneten Armen beschrieben und illustriert, auf denen er rollte.
Der niederländische Grafiker M. C. Escher illustrierte 1951 in seiner Lithografie Curl-up ein von ihm erfundenes rollendes Wesen. Rollende Kreaturen kommen auch in Werken des Comic-Autors Carl Barks, der Science-Fiction-Autoren Fredric Brown, George R. R. Martin, and Joan Slonczewski, sowie in der Videospielserie Sonic the Hedgehog vor.

### Geschöpfe mit Rädern
Spielzeugtiere mit Rädern aus der präkolumbischen Zeit wurden in den 1940er Jahren von Archäologen in Veracruz, Mexiko, entdeckt. Die Ureinwohner dieser Region benutzten vor der Ankunft der Europäer keine Räder als Transportmittel.
Mehrere Schriftsteller des 20. Jahrhunderts beschäftigten sich mit der Möglichkeit von Kreaturen auf Rädern. In Lyman Frank Baums Kinderroman Ozma von Oz aus dem Jahr 1907 gibt es humanoide Kreaturen mit Rädern anstelle von Händen und Füßen, die „Rollee“ ("Roller") genannt werden. Ihre Räder bestehen aus Keratin, das von Biologen als Mittel zur Vermeidung von Nährstoff- und Abfalltransportproblemen bei lebenden Rädern vorgeschlagen wurde. Obwohl sie sich auf offenem Gelände schnell bewegen, werden die „Roller“ durch Hindernisse auf ihrem Weg behindert, die Kreaturen mit Gliedmaßen nicht behindern.
In der zweiten Hälfte des 20. Jahrhunderts tauchten Kreaturen auf Rädern oder mit Rädern in den Werken von Fantasy- und Science-Fiction-Autoren wie Clifford D. Simak, Piers Anthony, David Brin, K. A. Applegate, Philip Pullman, und den Autorenpartnern Ian Stewart und Jack Cohen auf. Einige dieser Werke befassen sich mit den entwicklungsbedingten und biomechanischen Beschränkungen von Kreaturen auf Rädern: Brins Kreaturen leiden unter arthritischen Achsen, und Pullmans Mulefa in seinen Novellen His Dark Materials werden nicht mit Rädern geboren, sondern rollen auf Samenkapseln, mit denen sie sich mitentwickelt haben.